# Eroge
Ne doit pas être confondu avec Visual novel.
Un eroge (エロゲ, prononcé : [eɽoɡe], erotic game) est un jeu vidéo japonais présentant un contenu érotique, généralement dans le style d’anime. En français, les eroges sont souvent appelés par erreur jeux hentai en référence à l’expression argotique hentai. En anglais, cette expression est parfois abrégée sous le nom de H game, qui n’est pas non plus utilisé au Japon.

## Histoire
Les eroges japonais, également connus sous le terme de « jeux H » (en anglais : H-Games) ou jeux hentai, tiennent leurs origines depuis le début des années 1980, tandis que des sociétés japonaises lancent leur propres modèles d’ordinateurs personnels pour concurrencer ceux des États-Unis. Ces systèmes compétitifs impliquaient Sharp X1, Fujitsu FM-7, MSX et NEC PC-8801. Le NEC était en retard par rapport à ces adversaires en termes de couleur et de son et devait reprendre contrôle dans le marché. C'est ainsi que le premier eroge est commercialisé. Le premier jeu érotique sur ordinateur, Night Life (en), est commercialisé par Koei en 1982. C'est un jeu d'aventure explicite. Cette même année, Koei commercialise Danchi Tsuma no Yuwaku (Seduction of the Condominium Wife), un jeu d'aventure et de rôle,. C'est un succès phénoménal pour Koei.
En 1992, la société Elf sort le jeu Dōkyūsei dont la principale innovation consiste à améliorer le genre en obligeant l’utilisateur à gagner l’affection de l’un des nombreux personnages féminins, transformant l’histoire en une fiction interactive ce qui marque le début des jeux de séduction (dating sim en anglais, ren'ai en japonais). En 1996, la compagnie Leaf sort Shizuku (un jeu typique de viol) puis, l’année suivante, To Heart, une histoire d’amour se déroulant dans une école, qui devient la nouvelle référence du genre. La bande musicale du jeu est si populaire qu’elle se retrouve dans les machines de karaoké. En 1999, la société Key publie Kanon qui élimine presque la composante érotique pour développer le scénario. Ce jeu connaît un succès immédiat et un dessin animé de 13 épisodes en est tiré en 2002, suivi d'un remake en 2006 : Kanon 2006.

## Types
La plupart des jeux sont des variétés de jeux de séduction. Cependant il existe d’autres types d’eroge :
- Strip versions de jeux traditionnels tels que le mahjong, le pachinko, le poker, ou le blackjack. La plupart des jeux d’arcade pour adultes se rangent dans cette catégorie.
- Des jeux vidéo standards (tels que des jeux de rôle) comprenant des parties érotiques
- Des simulateurs de sexe, souvent en 3D.
- Des jeux de puzzles avec des images de fond érotiques.

On distinguera donc les eroges des ren'ai (axés sur la séduction), mais aussi des visual novels (sorte de bande dessinée interactive), et aussi des galge qui comme le ren'ai est axés sur la séduction. Les bishōjo games (histoire mettant en scène des jolies filles) peuvent être indifféremment des eroges, des ren'ai ou des visual novels.

## Adaptation en anime
Grâce à leur succès, certains eroges sont adaptés en séries d'animations généralement non-érotiques ainsi qu'axé sur une ou plusieurs romances, dont certaines rencontrent même un succès critique. On peut citer : To Heart, Comic Party (en), Kanon, Air, Kimi ga nozomu eien (connu sous le nom Rumbling Hearts en France), Shingetsutan Tsukihime, Da Capo, Fate/stay night, Nekopara.
Alors que beaucoup sont adaptés en anime érotique. C'est le cas par exemple de Bible Black, Dōkyūsei, Discipline: Record of a Crusade (es) ou encore le controversé Boku no Pico.

## Presse spécialisée
Les sorties des jeux eroges sont couvertes par une presse spécialisée, actuellement seulement japonaise, on peut citer le périodique BugBug.